# VirtualBox
Virtual Box és un programa de gran utilitat per a tots aquells que necessitin utilitzar un sistema operatiu puntualment, És un programari de virtualització per arquitectures x86, creat originalment per l'empresa alemanya INNOTEK GmbH.
Per mitjà d'aquesta aplicació és possible instal·lar sistemes operatius addicionals, coneguts com a "sistemes convidats", dins d'un altre sistema operatiu "amfitrió", cadascun amb el seu propi ambient virtual. Per exemple, es podrien instal·lar diferents distribucions de GNU/Linux En VirtualBox instal·lat en Windows XP o viceversa.
Entre els sistemes operatius suportats (en mode amfitrió) hi ha GNU/Linux, Mac OS X, OS/2 Warp, Windows, i Solaris/OpenSolaris, i dins d'aquests és possible virtualitzar els sistemes operatius FreeBSD, GNU/Linux, OpenBSD, OS/2 Warp, Windows, Solaris, MS-DOS i molts altres.
L'aplicació va ser inicialment oferta a una llicència de programari propietari, però el gener de 2007, després d'anys de desenvolupament, va sorgir VirtualBox OSE (Open Source Edition) sota la llicència GPL 2. Actualment hi ha la versió propietària Oracle VM VirtualBox, que és gratuïta únicament sota ús personal o d'avaluació, i està subjecte a la llicència de "Ús Personal i d'Avaluació VirtualBox" ((anglès) VirtualBox Personal Use and Evaluation License, o PUEL) i la versió Open Source, VirtualBox OSE, que és programari lliure, subjecta a la llicència GPL.
En comparació amb altres aplicacions privades de virtualització, com VMware Workstation o Microsoft Virtual PC, VirtualBox no té algunes funcionalitats, però proveeix d'altres com l'execució de màquines virtuals de forma remota, mitjançant el Remote Desktop Protocol (RDP), suport iSCSI.
Quant a l'emulació de maquinari, els discs durs dels sistemes convidats són emmagatzemats en els sistemes amfitrions com fitxers individuals en un contenidor anomenat Virtual Disk Image, incompatible amb els altres programari de virtualització.
Una altra de les funcions que presenta és la de muntar imatges ISO com a unitats virtuals de CD o DVD, o com un disc floppy.

## Altres alternatives
- VMware.
- Virtual PC.
- KVM.
- Xen.
- Bochs de llicència GPL.
- QEMU de llicència GPL.
- Virtuozzo, programari propietari.
- Mac on Linux.
- Basilisk II.
- SheepShaver.